# La Pobla de Farnals
La Pobla de Farnals är en kommun i Spanien.   Den ligger i provinsen Província de València och regionen Valencia, i den östra delen av landet, 300 km öster om huvudstaden Madrid. Antalet invånare är 7 677. Arean är 3,6 kvadratkilometer. La Pobla de Farnals gränsar till Massamagrell, Puig och Rafelbunyol. 
Terrängen i La Pobla de Farnals är mycket platt.